# Var finns Mr. Goodbar?
Var finns Mr. Goodbar? (originaltitel: Looking for Mr Goodbar) är en amerikansk film från 1977.

## Handling
Theresa, spelad av Diane Keaton, är lärarinna som söker något annat i tillvaron och dras in i drogmissbruk av en pojkvän.

## Om filmen
Var finns Mr. Goodbar? regisserades av Richard Brooks. Brooks skrev även filmens manus, baserat på en roman av Judith Rossner.

## Rollista (urval)
- Diane Keaton - Theresa Dunn
- Tuesday Weld - Katherine Dunn
- William Atherton - James Morrissey
- Richard Gere - Tony Laponto
- Tom Berenger - Gary Cooper
- Brian Dennehy - kirurg